# Lukas Jakobi
Lukas Jakobi (* 22. Februar 1994 in Wiesbaden) ist ein deutscher Koch und Gastronom.

## Karriere
Lukas Jakobi begann seine Kochausbildung 2014 im Restaurant Victorian in Düsseldorf. Ab 2016 arbeitete er für knapp ein Jahr als Commis de Cuisine im Restaurant Agata's (Düsseldorf), bis er in das Restaurant De Librije nach Zwolle, Niederlande, wechselte. Dort bekleidete er zwei Jahre lang den Posten des Chef de Partie. 2019 kehrte Jakobi wieder nach Deutschland zurück und war zunächst als Chef de Partie im Restaurant Victor’s Fine Dining by Christian Bau in Nennig tätig, worauf eine Station als Souschef im Düsseldorfer Restaurant Nagaya folgte.
Nach pandemiebedingter Pause wurde Jakobi Küchenchef im Hildener Restaurant Intensiù, das im Januar 2022 eröffnet wurde. Fünf Monate nach der Eröffnung zeichnete der Gault Millau Deutschland das Intensiù mit 2 roten Hauben aus, 2023 folgte die Auszeichnung mit 3 schwarzen Hauben.
Im November 2022 veröffentlichte Jakobi mit dem österreichischen Koch Niko Rittenau das Kochbuch Vegan Kochen – Ukraine als Charity-Aktion, bei der 50 % des Verkaufserlöses an die Ukraine-Hilfe gespendet wurde.
Im Oktober 2023 eröffnete er im Düsseldorf Stadtteil Bilk gemeinsam mit einem Geschäftspartner aus der Marketing Branche das erste eigene Restaurant, das Zwanzig23. Im März 2024 wurde dieses Restaurant mit einem Michelin-Stern ausgezeichnet. Zusätzlich erhielt das Zwanzig23 auch einen grünen Michelin-Stern, mit dem seit 2020 Restaurants ausgezeichnet werden, „die sich durch ihr Engagement für nachhaltige Gastronomie besonders hervorheben.“ Kriterien hierfür sind u. a. Herkunft und Saisonalität der Produkte, Philosophie, Abfallvermeidung etc. Das Zwanzig23 leitet hierfür jedes Menü mit dem so genannten „Taste the Waste“ ein, bei dem die Abschnitte aus jedem Gang zu einem kleinen „Taste“ verarbeitet werden und so einen Ausblick auf das Menü ermöglichen. 
Im November 2024 eröffnete Jakobi gemeinsam mit seinem Partner aus dem Zwanzig23 und einem weiteren Gastronomen die Ross & Reiter Gastro Bar im Düsseldorfer Stadtteil Derendorf.

## Auszeichnungen und Bewertungen
Intensiū
- Newcomer des Jahres, Gusto, 2022[11]
- 2 rote Hauben, Gault Millau Deutschland, 2022[3]
- 3 schwarze Hauben, Gault Millau Deutschland, 2023[12]

Zwanzig23
- 1 Stern, Guide Michelin Deutschland, 2024[7]
- 1 grüner Stern, Guide Michelin Deutschland, 2024[8]

## Publikationen
- mit Kateryna Kuprych, Hg. Niko Rittenau: Vegan Kochen Ukraine. Ventil Verlag, Mainz 2022, ISBN 978-3-95575-191-3.